# НВ Арена
«НВ Арена» (нім. NV Arena) — футбольний стадіон у місті Санкт-Пельтен, Австрія, домашня арена ФК «Санкт-Пельтен». 

## Історія
Стадіон побудований та відкритий у 2012 році. Проектною назвою  арени була «Нідеростерейх-Арена». Напередодні відкриття було підписано спонсорську угоду зі страховою компанією «Niederösterreichische Versicherung» (NV), після чого стадіон отримав назву «НВ Арена». Місткість арени становить 8 000 глядачів, з яких 800 — VIP-зона та бізнес-клас. Конструкція передбачає розширення до 13 000 місць. Стадіон відповідає вимогам австрійської Бундесліги та УЄФА. Всі трибуни у дванадцять рядів глядацьких місць покриті дахом, на якому встановлено фотоелектричну систему, що займає площу 14 300 м² із загальної площі даху 14 500 м². Система забезпечує потреби стадіону в електроенергії, а завдяки системі потужних електроакумуляторів частково забезпечує систему освітлення. 
Особливим у конструкції арени є те, що система освітлення встановлена не по периметру даху, як зазвичай проектують її розміщення на аренах із дахом, а на шести щоглах, що височіють над дахом і направлені на поле. Трибуни освітлюються окремими ліхтарями, розміщеними під дахом по периметру стадіону.
Поблизу стадіону розташована автостоянка на 16 автобусів, 800 автомобілів, 50 місць для паркування автомобілів інвалідів, 500 велосипедів. 
Стадіон приймав матчі Чемпіонату Європи з американського футболу 2014 року, матч кваліфікації Молодіжного чемпіонату Європи з футболу 2015 року між збірними Австрії та Боснії і Герцеговини. На арені домашні матчі приймає збірна Австрії з футболу серед жінок.